# Jawidz
Jawidz – wieś w Polsce położona w województwie lubelskim, w powiecie łęczyńskim, w gminie Spiczyn.
W latach 1975–1998 miejscowość należała administracyjnie do ówczesnego województwa lubelskiego.
Wieś stanowi sołectwo gminy Spiczyn. Według Narodowego Spisu Powszechnego z roku 2011 wieś liczyła 1351 mieszkańców.
| SIMC    | Nazwa      | Rodzaj    |
| ------- | ---------- | --------- |
| 0391207 | Gajówka    | część wsi |
| 0391236 | Mogiłki    | część wsi |
| 0391242 | Stara Wieś | część wsi |
| 0391259 | Wola       | część wsi |
| 0391265 | Wymysłów   | część wsi |

Miejscowość leży przy drodze wojewódzkiej nr 829 i 828.
W pobliżu wsi znajdują się dwa cmentarze żołnierzy Armii Radzieckiej, przy drodze 828 i w pobliżu dawnego wysypiska śmieci.
Wieś jest siedzibą rzymskokatolickiej parafii Najświętszej Maryi Panny Matki Kościoła.

## Historia
Jawidz należy do najstarszych miejscowości na terenie gminy Spiczyn. Pierwsza wzmianka pochodzi z roku 1390. Z tego okresu pochodzą zapisy o rycerzu Jauidzki lub Jauiczki z Jauicz, prawdopodobnie założycielu wsi. W średniowieczu dziedziczką wsi była Jachna z Jawidza, dobrodziejka klasztoru dominikanów w Lublinie, któremu zapisała 10 grzywien. Stare księgi sądowe informują też o innych dziedzicach wsi, jakimi byli: Prandota z Jawidza, Jakub Szyszka i Mikołaj z Jawidza.
Na przestrzeni wieków dziedzicami w Jawidzu byli m.in. Mikołaj Zawieprzycki, który był fundatorem jednego z ołtarzy w kościele św. Michała w Lublinie. Jak się dowiadujemy ze spisu podatkowego z 1626 r. Jawidz był wsią szlachecką, w której znajdowała się: karczma i młyn. Kolejni właściciele wioski to Firlejowie, Noskowscy, Gorajscy i Miączńscy. Na początku XIX w. Jawidz przechodzi we władanie Ostrowskich aż do 1945 r.
W latach trzydziestych XX w. powstawał na Lubelszczyźnie Centralny Okręg Przemysłowy. Jednym z zakładów w ramach tego przedsięwzięcia miała być fabryka broni i amunicji oraz elektrownia w Jawidzu. Do rozpoczęcia II wojny światowej zdążono wybudować baraki dla pracowników oraz sieć studni zaopatrujących zakład w wodę. Najciekawszą inwestycją, której nie dokończono z powodu wojny, była elektrownia w Jawidzu. Miała to być jedna z największych elektrowni w Polsce i największa na wschodzie kraju.

## Edukacja
Na terenie Jawidza działa jedna placówka edukacyjna: Szkoła Podstawowa im. Hansa Christiana Andersena w Jawidzu.

### Historia szkoły
Najstarszym zachowanym dokumentem, będącym w posiadaniu szkoły, świadczącym o jej historii jest Księga ocen z roku szkolnego 1934/35. Wynika z niej, że w tym roku szkolnym w 4 oddziałach uczyło się 130 uczniów urodzonych w latach 1921-1928 zajęcia odbywały się w pomieszczeniach wynajmowanych u mieszkańców. Taki stan trwał do wybuchu II wojny światowej. W czasie wojny i okupacji mimo trudności kadrowych i lokalowych prowadzono 3 oddziały.
12 listopada 1945 r. komisarz parcelacyjny majątku Jawidz przeznaczył budynek mieszkalny po byłych właścicielach folwarku na potrzeby szkoły. W 1949 roku szkoła wzbogaciła się o bibliotekę i uruchomiła kuchnię. W 1956 r. oddano do użytku salę gimnastyczną i nową klasę lekcyjną w wyremontowanym budynku gospodarczym. W latach 1967–2000 stopień organizacyjny szkoły był podniesiony do 8 klas. W 1984 r. na potrzeby szkoły oddano nowo wybudowany obiekt, w którym placówka mieści się do dziś. Od 1951-2004 roku szkołę w Jawidzu ukończyło 1050 uczniów, a w różnych okresach pracowało w niej 77 osób.
W ciągu 70 lat placówką zarządzało 13 osób. Byli to: Józef Kamiński, Franciszka Osterowa, Piotr Basta, Eugenia Powiłańska, Jan Żak, Edwarda Mazurek, Czesław Mazurek, Jadwiga Paprocka, Józef Paprocki, Adam Osior, Antoni Zarzycki, Józefa Pełka i Jerzy Bartosiewicz.